# Idesia
Idesia es un género de planta de flores perteneciente a la familia Salicaceae (anteriormente segregado en la familia Flacourtiaceae), comprende la única especie  Idesia polycarpa, que se conoce simplemente como idesia.  Es nativa del este de Asia en Corea, Japón, China, y Taiwán.
Es un árbol caducifolio de tamaño medio que alcanza los  8-21 m, con un tronco de 50 cm diámetro con la corteza blanda de color gris-verdoso. Tiene las hojas grandes, acorazonadas de  8–20 cm de longitud y 7–20 cm de ancho con peciolos rojos de  4–30 cm , las hojas son de color verde oscuro por arriba y glaucas por abajo, teniendo los márgenes serrados. Las flores son de color verde-amarillento, pequeñas y olorosas que se producen en panículas de 13–30 cm de longitud. Las flores masculinas y femeninas se producen en árboles separados. El fruto es una baya comestible de  5–10 mm de diámetro, que va cambiando de color naranja a rojo-púrpura oscuro, contiene varias semillas de 2–3 mm de color marrón que a menudo persisten hasta la siguiente primavera.

## Cultivos y usos
El fruto es comestible; las frutas son comestibles crudas o cocidas, se pueden realizar utilizar en diversas preparaciones. También se puede extraer un aceite insaturado (ácido linoleico) de las semillas.
La especie se cultiva ocasionalmente como planta ornamental en las regiones templadas, incluida Europa.

## Variedades
- Idesia polycarpa var. fujianensis (G. S. Fan) S. S. Lai
- Idesia polycarpa var. polycarpa
- Idesia polycarpa var. vestita Diels